# Белгородская черта — Муравский шлях
Белгородская черта — Муравский шлях (Музей под открытым небом «Белгородская черта — Муравский шлях») — исторический музей под открытым небом, расположенный в Белгородском районе Белгородской области за селом Драгунским. Создан в рамках реализации проекта Исторического общества «Ратник» при поддержке Фонда президентских грантов.

## Описание
Музейно-рекреационный комплекс располагается на площадке у памятника археологии XVII века — сохранившегося участка земляного вала и городка Белгородской черты рядом с бывшим Муравским шляхом. Основные экспонаты музея — воссозданные образцы оборонительных сооружений XVII века. Это сделано для того, чтобы не только изучать историю, как науку о прошлом, но и погрузиться в атмосферу того времени, почувствовать себя защитником одной из крепостей Белгородской черты. Все экспонаты комплекса в той или иной степени являются интерактивными. Для посещения музея не нужно предварительное бронирование и сопровождение гида. Вся территория обеспечена скоростным интернетом, а экспозиция оснащена системой QR-кодов, которые позволят просматривать видеоэкскурсию, использовать возможности дополненной реальности и проходить интерактивные квесты. Это место, где каждый может погрузиться в историю XVII века — в период строительства городов-крепостей Белгородской черты.

## Белгородская черта
Белгородская черта — это укреплённая линия на южных рубежах Русского царства, созданная в 1630—1650-х годах и служившая для защиты от крымско-ногайских набегов. В комплекс сооружений Черты входили остроги (города-крепости), различные инженерные сооружения, естественные природные препятствия (болота, леса, реки). Административное и военное управление оборонительной линией располагалось в Белгороде. Белгородская черта эффективно снизила риск грабительских вторжений в центральные и южные районы России и способствовала русскому заселению огромных чернозёмных территорий. Западная часть Белгородской черты утратила своё военное значение после строительства Изюмской черты (1679—1680), восточная — после строительства Украинской линии (1731—1742).

## Объекты
Сторожевая вышка — деревянное военно-инженерное сооружение, служащее для осмотра территории. Вышки были, как правило, рублены из бруса или представляли собой каркасную конструкцию, ограждённую со всех сторон перилами. С вышек подобного типа производился обзор близлежащей местности. В случае опасности караульный, стоящий на вышке, подавал специальный знак тревоги.
Дерево-земляные городки — деревянная изба или башня, обнесённая с четырёх сторон земляным валом, в которой находились воины. Городки являлись частью фортификационных сооружений Белгородской черты и представляли собой укреплённые места разной конфигурации. Так, например, на левом фланге Болховецкого участка Черты они имели круглую форму, а на правом — прямоугольную. И прямоугольные городки были на 10-15 саженей больше по периметру, чем круглые. При их расположении по валу учитывалось определённая интервальность в полверсты и опасность направления.
Земляная башня представляет собой квадратный сруб, стены соединены в «обло» и имеют 33 венца («обло» — способ соединения брёвен, при котором их концы выходят за пределы стены). Верхняя часть строения значительно расширена и нависает над основной. Это характерный для крепостных сооружений обло́м, или бруствер. В деревянных стенах башни прорезаны небольшие отверстия — бойницы для стрельбы по неприятелю. Как правило, они соответствовали оружию, которым пользовались защитники. Снаружи нижняя и боковые плоскости бойницы скошенными для удобства стрельбы и увеличения фронта обзора и обстрела. Бревенчатый сруб башни заканчивается шатром, или вышкой, которая представляет собой меньший по объёму крытый сруб в четыре стены. Деревянный сруб башни в основании усилен земляным валом. Технология возведения дерево-земляных башен на Белгородской черте была следующей. По намеченному периметру будущего города (крепости) размечали места, где должны были стать башни. Потом на этих местах начинали рубить башни (делать срубы). После частичного возведения башен, но не менее высоты будущего вала, за дело принимались землекопы. На расстоянии «полтретья» сажени (2,5 сажени — 5,33 м) от наружных стен башен начинали копать ров и перемещать из него землю на вал, который насыпали между башен. Зажатые с торцов массой земляного вала, башни приобретали устойчивость в деревоземляном комплексе городовой стены.
Габионы — это деталь фортификационных сооружений нового типа, которые пришли в Россию вместе с европейской фортификацией. Название этого фортификационного сооружения происходит из французского языка, где означает «большую клетку». В военном деле это были плетёнки, корзины цилиндрической формы без дна, набитые мешками с песком или камнями и служащие для прикрытия людей, работающих при осаде и обороне крепостей от пуль и стрел неприятеля.
Частик, или частокол — одна из разновидностей деревянных укреплений XVII века. Это были небольшие колья, поставленные в близком расстоянии в шахматном порядке. Так, по архивным документам известно, что, например, в Крутом буераке при строительстве оборонительных сооружений Белгородской черты в 1646 году с крымской стороны был сделан «частик на вертлу́гах» на протяжении 40 саженей (86,4 м.)
Засеки в XVII веке представляли собой ряды деревьев в лесной полосе, срубленных на высоте человеческого роста и опрокинутых вперёд под углом по направлению к противнику. Ветви деревьев часто заострялись. Несколько рядов таких заграждений представляли труднопреодолимую преграду в первую очередь для конных отрядов. Засеки были первым типом укреплённых линий Московского царства, выступая как основной элемент фортификации на большой засечной черте (от Брянских до Муромских лесов), а также на участках Симбирской оборонительной линии.
Рогатки — переносное полевое заграждение, которое защищало пехоту в открытом поле от наскоков кавалерии. В основе рогаток были рогаточные пики («полупики»), оснащённые коваными наконечниками с обеих сторон, которыми вооружались рядовые солдаты и драгуны. Эти пики, длиной метра полтора, вставлялись в отверстие поперечного бруса крест-накрест, образуя рогатку (по одной на капральство). Иногда пики украшались разноцветными флажками — «прапорцами» — из бязи или холста, и могли втыкаться в землю отдельно, без поперечного бруса. Например, в битве при Конотопе в 1659 года рогатки были скреплены между собой железными цепями, образовав переносное укрепление вокруг всей пехоты. С тех пор они прочно вошли в обиход русской пехоты — более чем на сто лет.
Столбцами называли один из видов оборонительных сооружений, устанавливаемых с фронтальной стороны перед острогами и крепостями. Они имели высоту от 1,5 до 4 м. Устанавливались в шахматном порядке в несколько рядов. Предназначались для рассеивания конницы при их приближении к крепости.
Кузни в городах Белгородской черты в XVII веке были особым местом. Кузницы были одним из самых пожароопасных мест, поэтому их выносили на окраины посада и содержали с противопожарными мерами. На площадке можно увидеть реконструкцию подлинных орудий труда и многочисленных изделий кузнечного ремесла XVII—XIX веков, здесь воссоздан кузнечный горн с мехами, настоящая наковальня, представлены рабочие инструменты кузнеца. Необходимую принадлежность любой кузницы составлял горн — кирпичная печь с отверстием для воздуховодной трубы — мехов. Оборудование кузни несложное: наковальни, молотки различной величины и веса, напильники и зубила, клещи и щипцы для держания раскалённых болванки и подковки.
Плотницкий двор знакомит с основными видами инструментов, которые использовались строителями Белгородской черты и ратными людьми Белгородского разряда в их военных походах.
Военный лагерь был привычной деталью исторического ландшафта Белгородчины с конца XVI по начало XVIII веков. Военный лагерь русской армии XVII века — это причудливая смесь старых традиций и новой воинской организации. С одной стороны, руководящей основой войска оставались служилые люди «по отечеству» — дворяне и дети боярские. Они являлись на службу со своими собственными запасами на телегах или вьючных лошадях, за которыми смотрели их «люди» — кошевые холопы.

## Мероприятия
На территории музея проходят тематические мероприятия. А также ежегодно в сентябре на территории музея проходит фестиваль «Белгородская черта».

## Партнёры
- Белгородская общественная организация «Ратник»
- Клуб исторической реконструкции «Дружина»
- Российское военно-историческое общество
- «Клубы Исторической Реконструкции России» (РОСРЕКОН)
- Российское историческое общество
- Фонд президентских грантов
- Телерадиокомпания «Мир Белогорья»